# Potanin Mösön Gol
Der Potanin Mösön Gol (mongolisch Потанины мөсөн гол [potanin moson ɡɔl] engl.: Potanin Glacier) ist der längste Gletscher in der Mongolei. Er befindet sich im Gebirgsmassiv des Tawan Bogd im Altai und ist nach dem Entdecker Grigori Nikolajewitsch Potanin benannt.

## Geographie
Der Gletscher erstreckt sich über eine Länge von 14 km vom Gipfel des Nairamdal („Freundschaftsgipfel“, Найрамдал оргил) an der Grenze von Russland, China und Mongolei nach Westen. Im Umfeld liegen die Gletscher Prjyövalĭskiyn Mösön Gol, Alyöksandrïn Mösön Gol (A-lieh-k’o-shan-ta-li-mo-sun-kao-le) und Granyögiyn Mösön Gol (Ko-la-nieh-mo-sun-kao-le), welche alle über den Fluss Tydyg („Weißer Fluss“) entwässern.
Der Gletscher hatte ursprünglich eine Länge von 19 km. Er erstreckt sich zwischen Höhenlagen von 3630 m und 2900 m und erreicht eine Breite von 2,5 km.
Wie viele andere Gletscher nimmt der Potanin-Gletscher stetig ab. In der 6-jährigen Beobachtungsperiode von September 2003 bis September 2009 zog er sich um 90 m zurück, also mit einer jährlichen Rate von 15 m/Jahr. Er ist außerdem dünner geworden. Die Rate von 2,6 m/Jahr wurde im Zeitraum von 2004 bis 2009 gemessen.